# Andreas Riesner
Andreas „Andi“ Riesner (* 8. Januar 1979 in Neumarkt am Wallersee; † 8. Februar 2012 am Hochkalter) war ein österreichischer Skitourenführer, Alpin-Journalist und -Fotograf.
Riesner war der Sohn von Emmerich Karl Riesner, Bürgermeister von Neumarkt am Wallersee, ehemals Präsident und aktuell Vizepräsident der EuRegio Salzburg – Berchtesgadener Land – Traunstein. Neben zahlreichen Berichten über Skitouren, auch in Internetforen und in seinem Web-Log, veröffentlichte er zusammen mit Andreas Jentzsch und Axel Jentzsch-Rabl den Skitourenführer Österreich: die schönsten Skitouren vom Großglockner bis Wien.
Riesner verunglückte bei der Abfahrt vom Hochkalter, nachdem er ein Schneebrett ausgelöst hatte, das ihn bis zu einer 50 Meter hohen Felswand mitriss, über die er dann rund 300 Meter tief ins Ofental abstürzte.